# Enric Garriga i Trullols

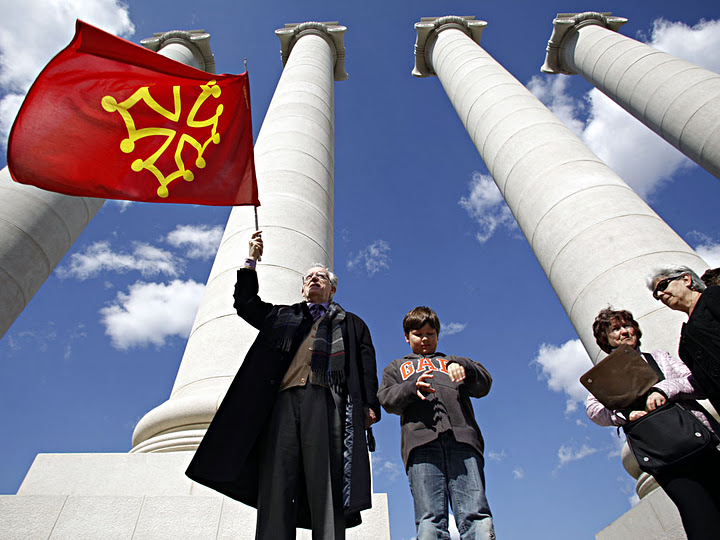
Enric Garriga i Trullols onejant la bandera occitana el dia de la restitució de les 4 columnes catalanes de Puig i Cadafalch a Montjuïc, el 27 de febrer de 2011

Enric Garriga Trullols (Barcelona, 31 de maig de 1926 - 17 de novembre de 2011) fou un enginyer químic i activista polític català que va dedicar bona part de la seva vida a treballar per la independència dels Països Catalans i a establir lligams entre aquests països i Occitània.
Es va graduar com a enginyer químic a l'Escola Universitària d'Enginyeria Tècnica Industrial i va exercir al Departament d'Indústria de la Generalitat de Catalunya fins a la seva jubilació el 1996. El 1973 va rebre el certificat d'aptitud de la Junta Assessora per a l'Ensenyament del Català d'Òmnium Cultural, que l'acreditava com a professor de català. Durant els anys 1974-1976 fou militant del Partit Popular de Catalunya, un partit catalanista del qual era secretari general Joan Colomines i Puig. Els anys 1975-1977 va dirigir l'Àmbit de Projecció Exterior del Congrés de Cultura Catalana. El 1978 fou membre fundador de l'Institut de Projecció Exterior de la Cultura Catalana (IPECC) on a partir del 1997 fou el president i des d'on va impulsar la construcció de monuments a personalitats catalanes a l'Argentina, Alemanya i Bèlgica. El mateix any participà activament en la fundació del Cercle d'Agermanament Occitano-Català on n'assumí la presidència el 2001.
Enric Garriga fou un defensor i un divulgador de la llengua, la cultura, la història i la unitat dels Països Catalans. El seu objectiu prioritari, tant a la seva trajectòria dins l'IPECC i el CAOC com a la seva participació en plataformes polítiques, cíviques i culturals, fou sempre conciliar voluntats i unir esforços per aconseguir la unitat d'acció de l'independentisme.
| «                                                      | No sols hem d'explicar que tenim una llengua, una història, una cultura i unes celebritats, el que s'ha de saber, és que volem la independència. | » |
| — Enric Garriga: entrevista al bloc l'Arbre de Darwin. | |   |

Des del CAOC va treballar a favor de la nació occitana i del seu renaixement lingüistic, cultural i cívic. Va organitzar projectes i actes per l'agermanament catalano-occità, com l'Eurocongrés 2000 i la seva participació en la Llei de l'occità promulgada pel Parlament de Catalunya, el 22 de setembre del 2010.